# Ékfoltos zengőlégy
Az ékfoltos zengőlégy (Episyrphus balteatus) a rovarok (Insecta) osztályának kétszárnyúak (Diptera) rendjébe, ezen belül a légyalkatúak (Brachycera) alrendjébe és a zengőlégyfélék (Syrphidae) családjába tartozó faj.
Az Episyrphus légynem típusfaja.

## Előfordulása
Az ékfoltos zengőlégy az úgynevezett palearktikus faunatartományhoz tartozik, vagyis az előfordulási területe magába foglalja Európát, Észak-Ázsiát és Észak-Afrikát.

## Megjelenése
Ennek a légyfajnak a hossza, csak 9-12 milliméteres. A potroha felső részén narancssárga és fekete sávok váltják egymást. Egyéb megkülönböztető jelei a másodlagos fekete sávok a harmadik és negyedik háti lemezkéken, valamint a toron levő hosszanti irányban húzódó, halványszürke csíkok. A darázsszerű megjelenése a ragadozóinak, például a madarak elriasztását szolgálja. Mint sok más zengőlégyféle esetében az ékfoltos zengőlégy hím szemei is a fej tetején összeérnek.

## Életmódja
Ez zengőlégy elterjedésének melegebb részein, egész évben látható. Számos élőhelyen képes megélni, köztük az ember tervezte parkokban és kertekben is, ahol az imágó megfigyelhető amint a virágok nektárjával vagy virágporával táplálkozik. Az ékfoltos zengőlegyek időnként vándorrajokba verődnek; ilyenkor, mivel hasonlítanak a darazsakra, pánikot keltenek az emberek körében. A lárva a talajon él és valódi levéltetűfélékkel (Aphididae) táplálkozik.

## Képek

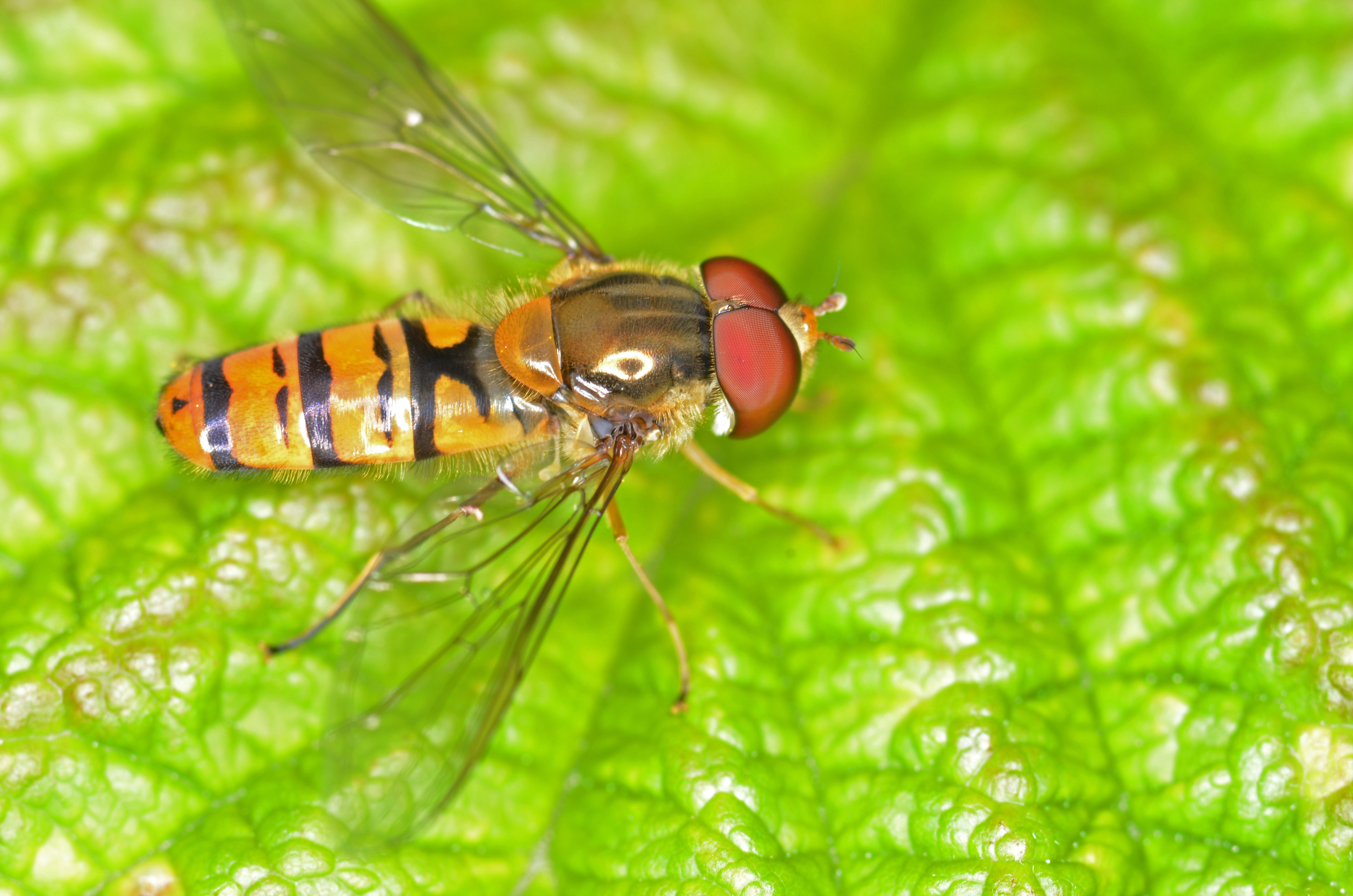
Hím és
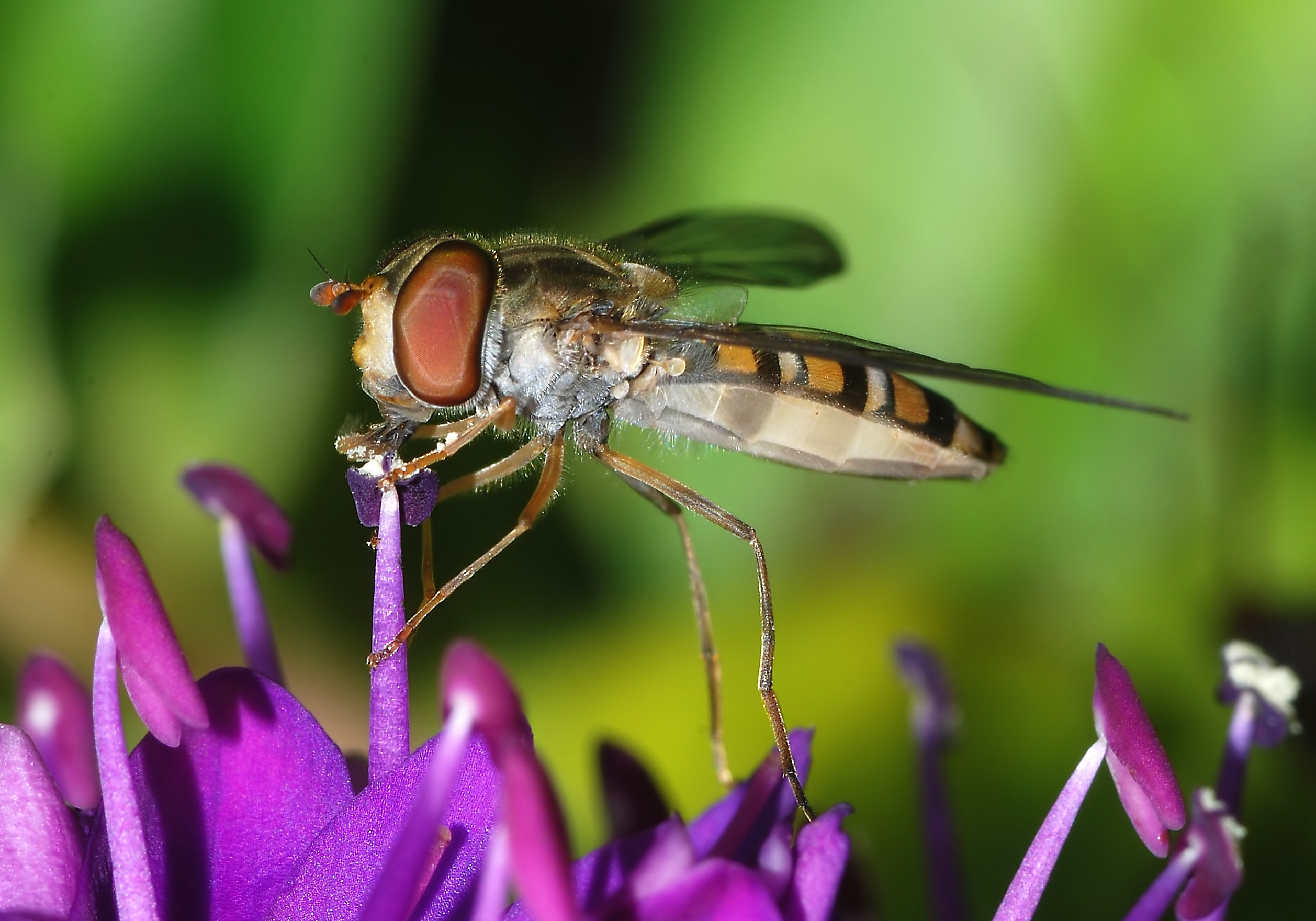
nőstény
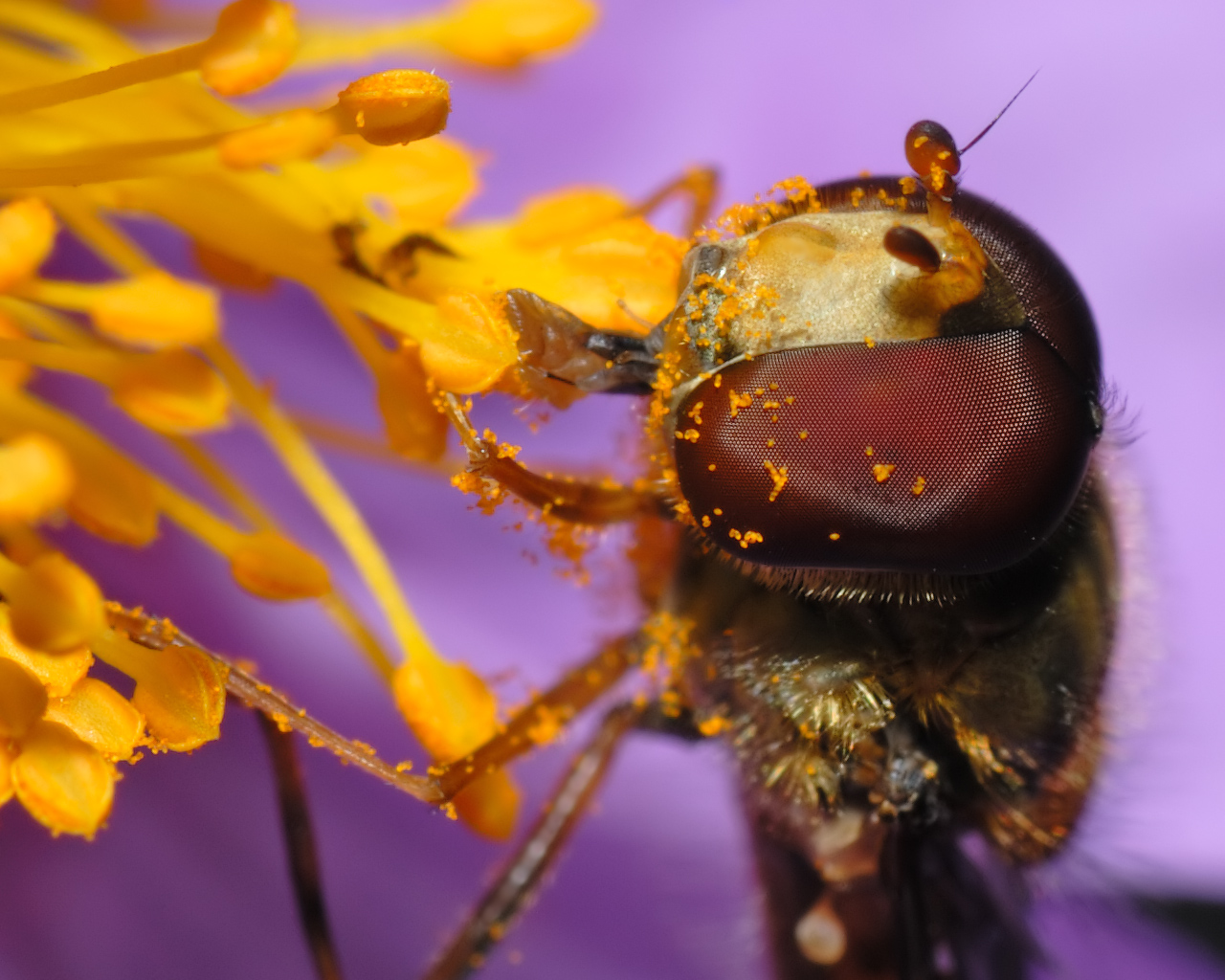
A feje közelről
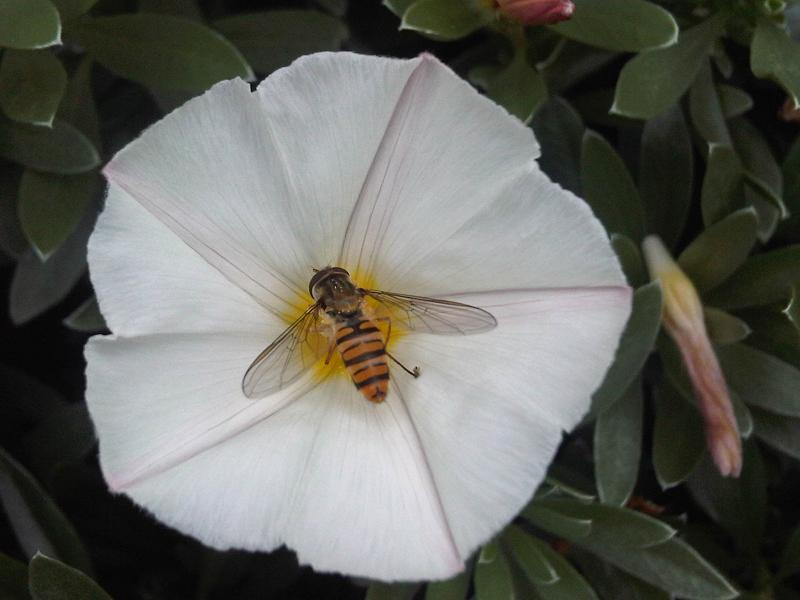
Táplálkozás közben
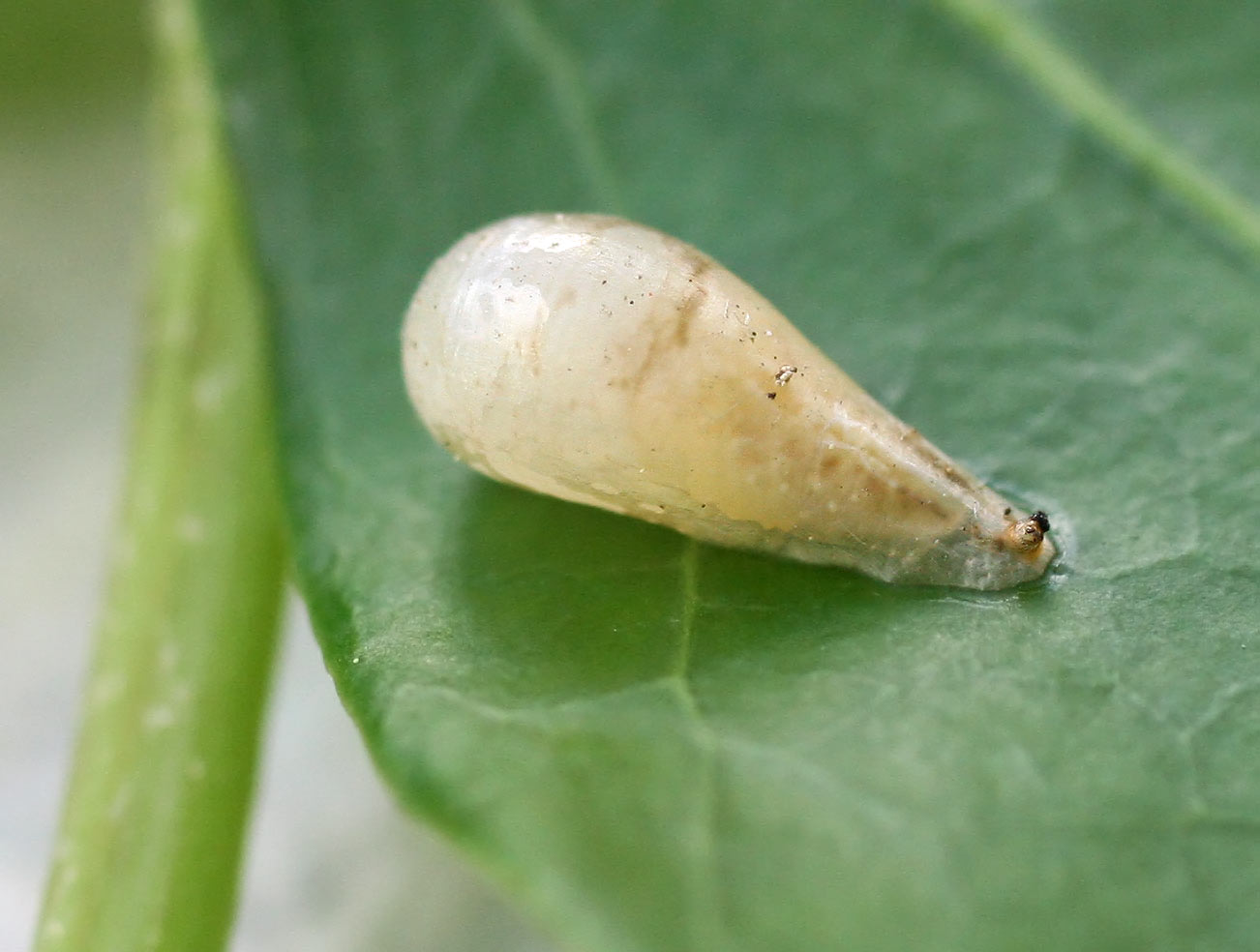
a báb
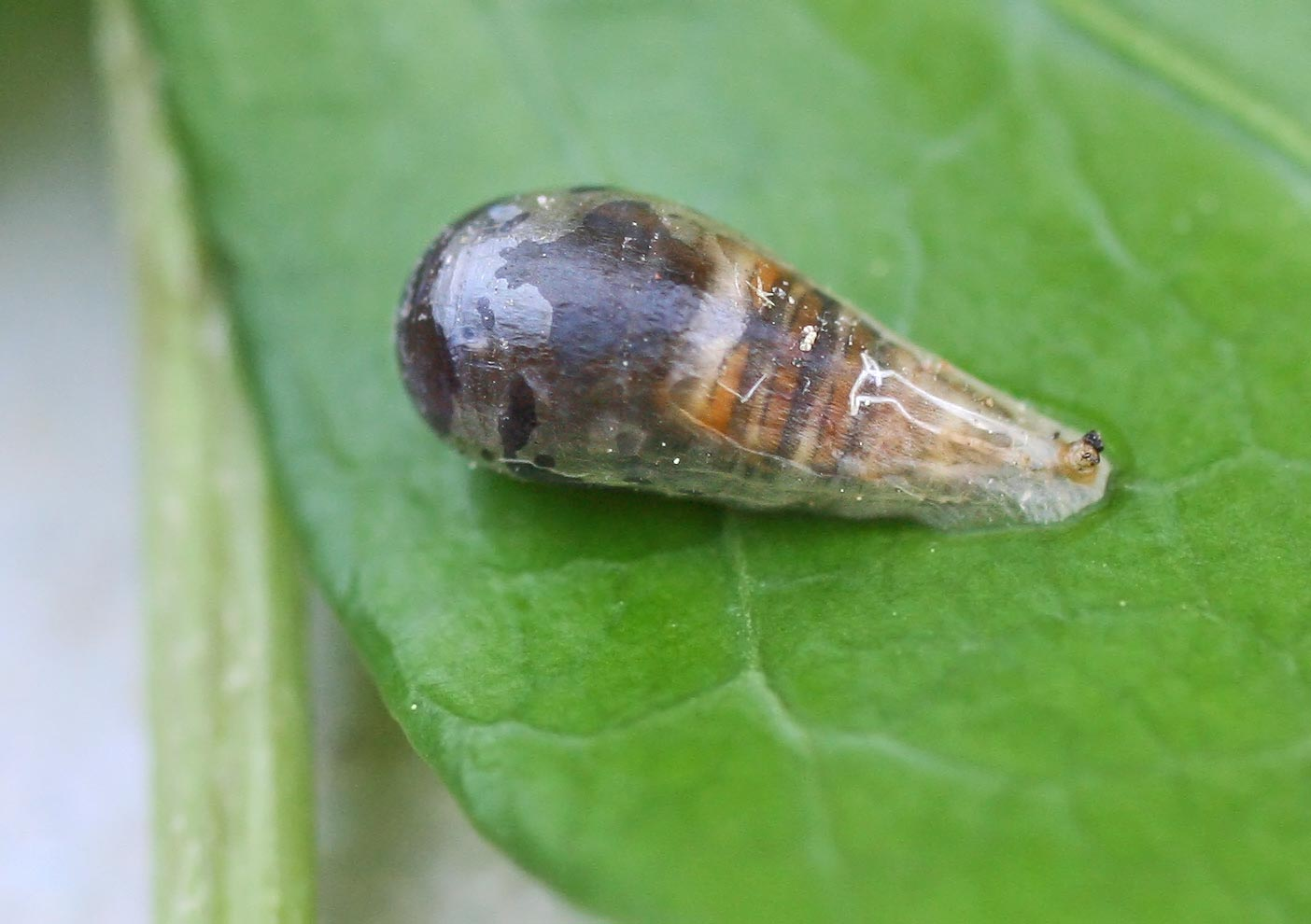
és kikelésre készülve

### Fordítás
- Ez a szócikk részben vagy egészben  az   Episyrphus balteatus című angol Wikipédia-szócikk ezen változatának fordításán alapul.  Az eredeti cikk szerkesztőit annak laptörténete sorolja fel. Ez a jelzés csupán a megfogalmazás eredetét és a szerzői jogokat jelzi, nem szolgál a cikkben szereplő információk forrásmegjelöléseként.